# مايك يورجنسن
مايك يورجنسن (بالإنجليزية: Mike Jorgensen)‏ هو لاعب كرة قاعدة أمريكي، ولد في 16 أغسطس 1948 في باسيك في الولايات المتحدة.

## وصلات خارجية
- مايك يورجنسن على موقع دوري كرة القاعدة الرئيسي (الإنجليزية)
- مايك يورجنسن على موقعبيزبول رفرنس.كوم (الدوري الرئيسي) (الإنجليزية)
- مايك يورجنسن على موقعبيزبول رفرنس.كوم (الدوري الثانوي) (الإنجليزية)
- مايك يورجنسن على موقع إي إس بي إن.كوم (أم.أل.بي) (الإنجليزية)
- مايك يورجنسن على موقع مشجعي الرسوم البيانية (الإنجليزية)